# 니미 야 루케니
니미 야 루케니(링갈라어: Nimi ya Lukeni, 1380년경~1420년)는 콩고 왕국의 건국자, 킬루키니 왕조의 시조이다.

## 같이 보기
- 조반니 안토니오 카바치 다 몬테쿠콜로(이탈리아어판)